# 柳家とし松
柳家 とし松（やなぎや としまつ、1940年11月1日 - 2012年7月4日）は、太神楽曲芸協会・落語協会に所属していた曲独楽師。本名∶鈴木 俊勝。

## 芸歴
- 1950年 - 四代目柳家小志んに入門。
- 1963年 - 初舞台、芸名「とし松」。
- 1974年 - 落語協会会員となる。
- 2012年7月4日、誤嚥性肺炎のため、死去した[1]。71歳没。